# Marjorie Browne
Marjorie Browne (1913 – 1990) foi uma atriz britânica nascida em Manchester, Reino Unido.

## Filmografia selecionada
- Lassie from Lancashire (1938)
- Laugh It Off (1940)
- I Didn't Do It (1945)